# Kampen (Sylt)
Kampen (Sylt) är en kommun med orten Kampen på ön Sylt i Kreis Nordfriesland i förbundslandet Schleswig-Holstein i Tyskland.
Kommunen ingår i kommunalförbundet Amt Landschaft Sylt tillsammans med ytterligare 3 kommuner.